# 利特爾沃里爾 (阿拉巴馬州)
利特爾沃里爾（英語：Little Warrior）是一個位於美國阿拉巴馬州布朗特縣的非建制地區。該地的面積和人口皆未知。

## 地理
利特爾沃里爾的座標為33°54′27″N 86°35′54″W / 33.907500°N 86.598333°W，而該地最高點為海拔高度144米（即472英尺）。